# Ernst Wilhelm Benjamin von Korckwitz
Ernst Wilhelm Benjamin von Korckwitz (auch Ernst Wilhelm Benjamin von Korkwitz) (* 22. April 1744 in Lampersdorf; † 15. Januar 1802 in Olschowken) war ein deutscher Beamter.

## Leben
Ernst Wilhelm Benjamin von Korckwitz war der Sohn von Christian Wilhelm Ludwig von Korckwitz (* 9. Dezember 1715; † 29. Oktober 1775), königlich polnischer und kursächsischer Offizier der Garde in Warschau, Erbherr auf Ober- und Nieder-Lampersdorf, Marschkommissar und Landschaftsdirektor sowie dessen Ehefrau Juliane Elisabeth (15. Oktober 1717 in Wammen, Landkreis Strehlen; † 16. Mai 1756), geb. von Wentzky aus dem Haus Wammen. Er hatte noch vier Geschwister, von denen sind namentlich bekannt:
- Carl Friedrich Wilhelm von Korckwitz (1738–1809), Landrat im Landkreis Brieg und Gutsbesitzer von Gut Langendorf bei Polnisch Wartenberg, verheiratet mit Johanne Christiane Friederike, Tochter von Johann von Koschembahr, kursächsischer Leutnant.

- Christian Wilhelm von Korckwitz (* 25. März 1743; † 26. Juni 1819 in Groß Jenkwitz bei Alzenau), amtierte 1809 als Polizeibürgermeister in Görlitz,

- Friedrich Wilhelm von Korckwitz (* unbekannt; † 24. Juli 1815), Landesältester im Fürstentum Oels, Erbherr auf Ober- u. Nieder-Lampersdorf, verheiratet mit Antoinette Albertine Johanna (* unbekannt; † 26. April 1839 in Breslau), Tochter von Friedrich Gottfried Ernst von Wallenrodt und  Johanna Isabella Eleonore von Wallenrodt.

Sein Neffe war Wilhelm Karl Lebrecht von Korckwitz (1765–1828), Kriegs- und Domänenrat.
Ernst Wilhelm Benjamin von Korckwitz schrieb sich am 26. Mai 1764 an der Universität Halle zum Studium der Rechtswissenschaften ein und begann seine praktische Tätigkeit nach dem Abschluss seines Studiums als Referendar bei der Kriegs- und Domänenkammer Glogau. Im Februar 1773 folgte er dem verstorbenen Johann Bernhard von Brixen und Montzel (1707–1771) als Landrat im Landkreis Groß Strehlitz und zog in dieser Funktion die Aufmerksamkeit von König Friedrich II. auf sich. Auf Vorschlag von Karl Georg von Hoym wurde er mit Kabinettsordre vom 30. Juni 1780 zum ersten Kammerdirektor in Marienwerder befördert und folgte somit Carl Gottlieb Vorhoff (1732–1783), der entlassen worden war; kurz zuvor hatte er am 27. Juni 1780 noch eine Audienz beim König, in der er die Instruktion erhielt, sich vor allem um die Verbesserung von Landwirtschaft, Gewerbe und Handel in Westpreußen zu kümmern. Anschließend wurde er vier Wochen durch den Minister Friedrich Gottlieb Michaelis (1726–1781) in das Kassen- und Kameralwesen eingeführt, der ihm die Praxis der Berliner Kammer zeigte; der geheime Finanzrat Marcus Antonius de la Haye de Launay instruierte ihn im westpreußischen Steuerwesen. Nach einer erneuten Audienz, in der der König ihm Instruktionen für die Leitung der Kammer erteilte und ihm den Hinweis gab, sich beim Adel der Provinz die nötige Autorität zu verschaffen, reiste er am 2. August 1780 nach Marienwerder ab. Nach seiner Ankunft bereiste er im August und September 1780 die westpreußische Provinz und machte sich mit den dortigen Verhältnissen vertraut.
Nach dem Tod des Oberpräsidenten Johann Friedrich von Domhardt wurde, mit Ordre vom 3. Januar 1782, die Kriegs- und Domänenkammer Marienwerder sowie die Deputation in Bromberg direkt dem Generaldirektorium unterstellt. Bereits Mitte 1782 wurde er vom König mehrfach scharf getadelt, unter anderem wegen der Rückstände bei der Abführung der Steuern in Westpreußen. Am 5. August 1782 hieß es, sollte sich die Kammer weiter säumig zeigen, würde sich Friedrich II. an deren Direktor halten. In der Ordre vom 1. November 1782 hieß es dann, Ernst Wilhelm Benjamin von Korckwitz sei ein dummer Teufel, der den Unterschied zwischen Ameliorationen (Verbesserung) und Reparaturen nicht kenne; handschriftlich war durch den König ergänzt worden: Was hat der Herr vor einen tummen Rapport gemacht, er hat nicht die gesunde Vernunft. O! asinus asinorum (lat. Esel). Am 16. September 1785 erhielt er einen Verweis, weil er eine impertinente Rechnung über die jüngsten Hagelschäden in Westpreußen gemacht hatte. Mit Ordre vom 22. April 1786 wurde er wegen Versäumnissen beim Retablissement der westpreußischen Städte gerügt.
Am 21. September 1786, Friedrich II. war zwischenzeitig verstorben, wurde er zum Präsidenten der Kriegs- und Domänenkammer Königsberg ernannt und trat damit die Nachfolge von Anton Gottlieb von der Goltz (1746–1821) an; in Marienwerder trat Ludwig Friedrich von Domhardt seine Nachfolge an.
Im April 1791 erfolgte seine Versetzung als Präsident der Kriegs- und Domänenkammer nach Marienwerder, weil für Ost-, West- u. Neu-Ostpreußen ein Oberpräsidium unter Leitung von Friedrich Leopold von Schrötter gegründet worden war; in einer Ordre vom 4. Juli 1791 wurde ausdrücklich darauf hingewiesen, dass die Versetzung nach Westpreußen kein Zeichen von Ungnade war.
Im März 1797 wurde er auf eigenen Wunsch mit einer Pension von eintausend Talern verabschiedet, sein Nachfolger wurde Hans Jacob von Auerswald (1757–1833).
Er war eng befreundet mit dem Kammergerichtspräsidenten Carl Anton Wilhelm von Schleinitz (1751–1807).
Ernst Wilhelm Benjamin von Korckwitz war seit dem 23. Mai 1786 verheiratet mit Caroline Julie von der Gröben aus dem Hause Ludwigsdorff (* 3. Dezember 1745; † 23. November 1823), verwitwete Heinrich.

## Schriften (Auswahl)
- Christian Jacob Delahon; Eduard Sigismund von Fehrentheil; C. A. von Gruttschreiber; C. Heinrich; Ernst Wilhelm Benjamin von Korckwitz; C. F. Schmiedel; C. F. Websky: Ode dem hohen Geburtstage am 1sten August 1764 der Frauen Fried. Sophia Charlotta Augusta Erb- und Landes-Prinzeßin zu Würtemberg-Oels und Bernstadt u. w. in unterthänigster Ehrfurcht geheiligt. Halle: Gebauer, 1764.